# 薬害
薬害（やくがい）とは、明らかな投薬ミスを含まず医薬品の「不適切な使用による医学的な有害事象のうち社会問題となるまでに規模が拡大したもの」と「不適切な医療行政の関与が疑われるものを指す」とする見解があるが、明確な定義は定まっていない。

## 解説
薬害（薬剤や医療用具による障害）の分類に関して、1970年代には以下の考え方があったが、現在でも体系的な研究は不足していると指摘する専門家もいる。
1. 研究目的（例：治験薬 - Xenalamine）。
2. 治療目的（例：ペニシリン、サリドマイド、アンプル入り風邪薬、血液製剤など）。
  - 当時は予見できなかった問題や、危険性を過小評価していた副作用。
3. 既知の副作用。
  - 薬剤の副作用のなかで危険なものが見過ごされていて死傷者が多発した場合のほか、重大な薬物相互作用（飲み合わせ）。

このほかにはウイルスや意図しない蛋白質など病原物質の混入などによるものがこれまで知られている。また発売時点では未知の病原体による感染が後に見つかることもある。
医薬品の開発に際して通常は治験が行われ、その有効性・安全性が検証される。治験では有効性・安全性がまだ充分に確立されていない治験薬（医薬品の候補）をボランティアに投与するため、必要以上に多くの人間に漫然と投与することは倫理的に問題となる。そのため、治験では有効性を検証するために最低限必要な患者数を事前に算出し、その限られた患者のみを対象に臨床成績を評価する。
その一方で、副作用は薬物の効能ほどには頻繁に現れないため、安全性を正確に評価するためには、有効性を評価するのとは比較にならないほど多くの患者数が必要となる。そのため、安全性が完全に確認された医薬品のみに製造販売承認を与えるシステムにしてしまうと、それだけ発売が遅れ（1万人に1人の割合で発生する副作用を検出できる治験を実施すると、終わるまでに90年間かかる計算になる）、治療を待ち望む患者の不利益となる（ドラッグ・ラグ）。また薬物相互作用の組合せは多岐にわたるため、モデル化したモンテカルロシミュレーション法により柔軟で高度な薬物相互作用の予測が行えるソフトウェアも開発されているが、予測限界があると指摘されている。
これらのことから実際には、非臨床試験（動物実験など）および治験のデータの範囲内で有効性・安全性が認められれば製造販売承認が下り、より詳細な安全性情報は市販後調査（第IV相試験）と呼ばれる副作用データの蓄積によって評価されている。
このように医薬品が発売される時点では、その薬剤の安全性はいわば仮免許の状態であるため、実際の臨床現場での使用を経て、安全性情報を蓄積してゆくことが非常に重要となる。また、安全性の追求と患者の利便性は時に相反するため、患者の利便性を担保しつつ安全性を追求するためには、有害事象を確実に把握できる報告システムと、偶然を超えるレベルで有害事象が生じた場合に警告する体制の構築が必要である。
例えば、臨床試験で有効性は認められたものの、承認されたなかった使用法、日本医師会は、このようなケースに否定的な見解を示している。

## 日本国内での主な薬害事件
年代については、それが明らかに「薬害」として報じられ、和解などで決着された順に厚生労働省の資料をもとに掲載。

### 昭和時代

#### ジフテリア予防接種（1948年から1949年）
ワクチンメーカーの製造ミスによりジフテリアワクチンの無毒化が不完全で毒素が残留。

#### グアノフラシン白斑
グアノフラシンはフラシンの一種で抗菌物質である。目薬に使用して周りに白斑が生じる報告が多く、発売は1950年4月であるが、1951年1月31日自主回収、厚生省の禁止は1951年6月26日である。厚生省が禁止したが、第二次世界大戦後最も早い禁止である。

#### ペニシリン
アナフィラキシーショックによる死亡。1953年から1975年に1276名死亡。

#### サリドマイド（1960年代）
睡眠薬、つわりの治療薬。強い催奇性のため世界中で多数の奇形児を生み出し薬害史上有数の悲劇となった。世界的に治験制度の改革が促された。

#### スモン（1960年代）
1955年から出てきたスモン（亜急性脊髄視神経症）という奇病のため、1964年に厚生省研究班が発足、スモン罹患者が服用していた殺菌剤クリオキノール（キノホルム）を1972年に中止すると罹患者は激減したが、罹患者が目立ったのは日本だけであり、拡大した使用法による薬の長期連用が原因とされる。1979年の薬事法の改正につながり、副作用救済制度、承認基準、副作用収集制度、品質管理、添付文書への副作用の記載、誇大広告の禁止など大きな改革をもたらした。キノホルムは本来は殺菌剤として開発されたが、日本では整腸剤として広く使われ、服用者に脊髄炎・末梢神経障害のため下肢対麻痺に陥る例（スモン）が多発した。

#### アンプル入り風邪薬（1960年代）
解熱鎮痛剤のピリン系製剤をアンプル入り水溶液にして飲用する形態の大衆薬製品群で、その組成上、血中濃度が急激に上昇して30人以上がショック死した。この事件により医療用医薬品と比べて大衆薬の薬効量を抑えるといった差が設けられたり、医療用医薬品の一般消費者向けの宣伝が禁止されたりした。

#### クロロキン（1970年代）
抗マラリア薬。長期服用により視野が狭くなるクロロキン網膜症になる。マラリア以外にリウマチや腎炎に対する効能が追加されたため被害を拡大した。

#### 大腿四頭筋短縮症（1970年代）
乳幼児期の解熱剤の筋注が原因。

### 平成期
非加熱血液凝固因子製剤→薬害エイズ事件（1989年-1996年）
血友病の治療に用いる血液製剤がヒト免疫不全ウイルスで汚染されている恐れがあるという指摘が無視され、多くのAIDS感染者を出した。
MMRワクチン禍（1988年-1993年）
厚生省の指導のもとで製造に移され小児予防接種に使用されたが、直後からムンプスワクチンを原因とする無菌性髄膜炎を中心とする重篤な副作用が多発したことが報じられた。にもかかわらず厚生省は対応を怠り接種を勧奨し続け、その後ようやく「当面接種の見合わせ」（事実上の定期接種打ち切り）を決めた。平成18年には大阪高裁で国の賠償責任を認める判決が確定したが、国は賠償金の支払いに応じていない。
ソリブジン（1993年）
ヘルペスウイルス属に有効な抗ウイルス薬。薬物相互作用によりフルオロウラシル系抗癌剤の代謝を抑制し、骨髄抑制などの重篤な副作用を増強した。
ヒト乾燥硬膜→薬害ヤコブ病事件（1996年-2001年）
病原体（伝達性海綿状脳症）に汚染された疑いのあるヒト乾燥硬膜（医療器具）の移植による薬害。後項を参照
フィブリノゲン問題→薬害肝炎（1998年-2008年）
止血目的で投与された血液製剤（血液凝固因子製剤即ちフィブリノゲン製剤、非加熱第IX因子製剤）によるC型肝炎（非A非B型肝炎）の感染被害。1987年前後に使用したと疑われる元患者らがC型肝炎を発症したことから、1998年に「ニュースJAPAN」が「薬害」疑惑として追跡報道を始め、2004年になって製薬会社ミドリ十字（現：田辺三菱製薬）が事実を認めた。フィブリノゲン製剤の推定投与数は約29万人であり、推定肝炎発生数1万人以上と試算している。
スティーブンス・ジョンソン症候群（1990年代-）
全身麻酔薬や抗生物質、解熱鎮痛剤、利尿剤、降圧剤、抗てんかん薬などを服用後、皮膚が壊死を起こし、失明するなどの激烈な症状が発生する。年間人口100万人あたり1人から6人が発症し、発症後の症状の進行が急速であるため、治療が間に合わない場合がある。また、市販薬（大衆薬）が原因と疑われた例も5%ほどある。発症のメカニズムが不明な上、症状が急速に進行するため対策が立てにくい。進行すると中毒性表皮壊死症に至る。
ライ症候群（1990年代-）
インフルエンザなどにより高熱を呈する小児に対して、サリチル酸やスルピリン、ジクロフェナクナトリウムなどの解熱鎮痛剤（大衆薬を含む）を投与したことで脳症を発症し、後遺障害が発生する症状。2000年に緊急安全性情報が発出され、15歳未満への小児に対しての解熱には上記成分は使用禁忌となり、アセトアミノフェン等ごく限られた薬品を用いる。なおハンセン病（らい病）とは別の病態。
ワクチンの副反応（1990年代-）
自治体により実施されたワクチンの予防接種（予防接種法（1956年（昭和31年）改正前）の規定または国の行政指導に基づく）により発生した薬害事件は無い。

### 法令および判例等
国の責任については、クロロキン薬害訴訟における最高裁判決で「厚生大臣が特定の医薬品を日本薬局方に収載し、又はその製造の承認をした場合において、その時点における医学的、薬学的知見の下で、当該医薬品がその副作用を考慮してもなお有用性を肯定し得るときは、厚生大臣の薬局方収載等の行為は、国家賠償法一条一項の適用上違法の評価を受けることはないというべき」「医薬品の副作用による被害が発生した場合であっても、厚生大臣が当該医薬品の副作用による被害の発生を防止するために前記の各権限を行使しなかったことが直ちに国家賠償法一条一項の適用上違法と評価されるものではなく、副作用を含めた当該医薬品に関するその時点における医学的、薬学的知見の下において、前記のような薬事法（当時）の目的及び厚生大臣に付与された権限の性質等に照らし、右権限の不行使がその許容される限度を逸脱して著しく合理性を欠くと認められるときは、その不行使は、副作用による被害を受けた者との関係において同項の適用上違法となるものと解するのが相当」としている。
製造物責任法について、医療用漢方薬の副作用被害における名古屋地方裁判所判決で、その時点で予見可能な副作用を添付文書に記載するなどの方法により指示・警告すれば医師の配慮により副作用被害を避けることができたとして、輸入販売業者の製造物責任を認定している。
医師の責任については、別の2件の最高裁判所判決で、添付文書に従わないことによって発生した医療事故は、従わなかった特段の合理的理由がない限り医師の過失が推定される、医師には必要に応じて文献を参照するなど最新情報を収集する義務があるとしている。
ソリブジン薬害事件では、承認段階でソリブジンと5-FU系代謝拮抗薬との併用を避けるように添付文書に記載したにもかかわらず、発売1か月余りで15名が亡くなっている。厚生労働省はこの事件を受けて、1994年10月から医薬品安全性確保対策検討会を開き、副作用対策を検討した。同検討会は「市販後調査は、副作用・有害事象等の情報を収集・評価し、迅速・的確に対応するとともに、その安全性等を再確認することに最大の意義がある」「製薬企業、医療機関、行政等による安全性情報の積極的な提供が望まれる」等の基本的な考え方に基づいて、市販後対策の強化等を提言した。
これを受け、1996年に医薬品の臨床試験の実施基準（GCP）の遵守を義務化、市販後段階での情報収集や報告および基準に適合した資料提出の義務化等を含む薬事法改正が行われた。1997年4月、厚生省薬務局長は『医療用医薬品添付文書の記載要領について』（平成9年4月25日薬発第606号）にて「副作用や使用禁忌、相互作用等について一層の注意が必要となっている」として添付文書の記載要領を定めたと通知している。
具体的には『医療用医薬品の使用上の注意記載要領について』（平成9年4月25日薬発第607号）にて「評価の確立していない副作用であっても重篤なものは必要に応じて記載すること」「内容からみて重要と考えられる事項については記載順序として前の方に配列すること」「発現頻度は、出来る限り具体的な数値を記載すること」「発現頻度については調査症例数が明確な調査結果に基づいて記載すること」などが定められている。

### 医薬品副作用被害救済制度
日本では医薬品医療機器等法が施行されており、同法は医薬品のみならず医療機器全般を規制対象としており、同法の目的の一つとして薬害発生を防ぐことも含まれている。医薬品の適正な使用にもかかわらず一定の健康被害を受けた場合に医療費等を給付する医薬品副作用被害救済制度があり、各種医薬品のパッケージ等にも相談窓口への連絡先が記載されている。

## 医薬品以外による薬害の例

### ヒト乾燥硬膜
ビー・ブラウン（西ドイツ）などが製造発売した「ライオデュラ」などのヒト乾燥硬膜（死者の脳から硬膜を摘出し、製品化したもの）について、ドナーが異常プリオンに汚染された可能性（伝達性海綿状脳症の高リスク疑い）が有るにもかかわらず、適正な殺菌処理やドナーの選別を怠り、発売を続け、アメリカ合衆国や日本などで頭部外傷などによる脳外科手術の硬膜縫合時に、硬膜移植を受けた患者がクロイツフェルト・ヤコブ病（CJD）を発症し、その殆どが死亡した。
後に、乾燥硬膜の移植による医原性によるCJD発症であると結論づけられた。アメリカ食品医薬品局（FDA）では、1980年代後半に異変を察知してヒト乾燥硬膜を使用禁止としたが、日本の厚生省ではそれを考慮せず、世界保健機関が使用禁止措置を発する1997年春まで医療器具として輸入承認を続けた事や、1970年代の同製品の承認審査が杜撰であったとされる。
これを薬害として、1996年に滋賀県大津市の訴訟団を皮切りに各地で製造・販売側と厚生省を相手に損害賠償訴訟が提起され、2001年から2002年にかけて補償金を支払う和解が成立している。

### 健康食品・サプリメント
医薬品医療機器等法の規制対象外で"健康食品"とされているサプリメントなどの一部が、副作用などで健康被害を引き起こしている事例もあり、それもまた問題となることがある。そもそも医薬品医療機器等法の起源は19世紀欧米でのインチキ薬による薬害の横行の教訓からであり、「○○病に効く」と謳って販売するからには臨床治験でそれを証明し行政に示さなければならず、それを怠れば刑事罰すら科されるほどの重罪である。
ただし、「効く」「効果がある」という表現を巧みに避けるなど、医薬品医療機器等法の規制対象外の商品についてはそもそも治験制度が無く（特定保健用食品は除く）、違法に医薬品成分が含まれる（医薬品医療機器等法違反）のでなければ、同法上の処分には該当しない。
2024年に発覚した小林製薬紅麹サプリメント問題では紅麹を原料とするサプリメントによって死亡を含む多数の健康被害が発生し深刻な社会問題となった。

### 化粧品
医薬部外品（薬用化粧品）として製造・販売された化粧品において健康被害に至った事例として、2011年の悠香製加水分解コムギ配合石鹸「茶のしずく」による小麦アレルギー発症問題、2013年のカネボウ化粧品のロドデノール配合美白化粧品による白斑発症問題が発生しており、メーカーによる自主回収が行われたほか、被害者による集団訴訟に至る問題となった。

## 薬害が疑われている事例
オセルタミビル（抗インフルエンザウイルス剤タミフル）
質が良いとは言えない研究に基づき、タミフル服用者の異常行動（自殺企図など）や突然死が薬害ではないかとの主張がなされた。2007年11月21日の厚生労働省作業部会において、タミフル服用と睡眠障害の関係について「現時点では因果関係は認められない」との中間報告がまとめられた。睡眠障害以外についても追加検証される予定である。2014年に完全な臨床試験データからの分析が公開され、精神的な事象は服用により1%増加すると報告した。NMDA受容体（PCP結合部位）に対し、未変化体OTは3μM濃度で14%阻害、30μMで23%阻害、活性代謝物OCは3μMで21%阻害と報告され、何れの受容体へも30μM濃度で50%阻害に達しなかった。
朝にシンメトレル（50mg）を服用し、同日の昼にタミフルを服用した3時間半後、異常行動の末に死亡した症例では、シンメトレルが原因としてPMDAが救済給付を決定した。
ロフェコキシブ（非ステロイド性抗炎症薬ビオックス）
新世代のCOX-2選択的阻害薬としてメルク（MSD）により開発された。しかし市場発売後に心毒性が指摘され、認可取り消しになるほどの毒性とは認められなかったが、動物実験の段階で既にその毒性が指摘されていたにもかかわらず報告されていなかったことが明らかとなった。他にも同社による数々の不正が指摘されている。これは数々の試行錯誤の末に確立された筈の治験制度や、その臨床試験結果を載せた学術雑誌の権威を大きく損なう事となった。日本では開発が中断され販売されなかった。
HPVワクチン（子宮頸がんワクチン）
接種後に重篤な副反応が複数報告されたため、厚生労働省は積極的な接種勧奨を一時差し控えるよう、自治体向けに勧告した。しかし厚生科学審議会副反応検討部会・安全対策調査会合同会議において、安全性・有効性に関する近年の主要なエビデンスが示され、現在のエビデンスによれば、ワクチンの安全性についての特段の懸念は認められないとの結論となり、2021年11月26日に積極的勧奨の差し控えの状態を終了させる二至った。2022年４月から個別の勧奨（個別に接種のお知らせを送る取組）を順次行うことになった。
ベンフルオレクス（糖尿病治療薬、商品名「メディアトール」）
フランスの製薬会社セルヴィエ社が欧州で販売していた糖尿病治療薬。食欲を減退させる副作用が着目されて痩身薬としても使用された。後年、別の重篤な副作用（心臓弁障害と肺高血圧症）が指摘されるようになり、2009年に販売が中止された。市中に流通していた約30年間の使用者数は約500万人に達するため、被害者数の把握は困難であり、死亡者数は約500人から2100人と幅のある推計がなされている。2021年3月29日、フランスの裁判所は、セルヴィエの元社長に執行猶予付きの禁錮4年、会社側に270万ユーロの罰金の支払いを命じた。

## 啓発
薬害エイズ事件の反省から、厚生労働省は正面玄関前に1999年（平成11年）8月24日、「誓いの碑」を建立し、この日は「薬害根絶デー」となっている。
厚労省は2020年3月、医薬品医療機器総合機構内に「薬害の歴史展示室」を設けた。

## 参考サイト
- 薬害を学ぼう -どうすれば防げるのか？ なぜ起こったのか？ 厚生労働省